# Fusa Sudzuki
Profª. Fusa Sudzuki Hills ( n. 1927) es una ingeniera agrónoma, y botánica chilena; profesora de la Facultad de Agronomía, de la Universidad de Chile.

## Investigaciones actuales
Proyectos en curso
- Libro Rojo de la región de Atacama
- Actualización y ordenación del Herbario de Espermatófitas chilenas ( SGO)

## Algunas publicaciones

### Libros
- fusa Sudzuki. 1996. Frutales subtropicales para Chile. Colección Nueva técnica. Editor	Ed. Universitaria, 218 pp. ISBN	9561112698

- ----------------, claudia Muñoz, horst Berger. 1993. El Cultivo de la tuna, cactus pear. Editor Universidad de Chile, Facultad de Ciencias Agrarias y Forestales, Departamento de Producción Agrícola, 88 pp.

- vicente Giaconi M., fusa Sudzuki H., vilma Villagrán D.. 1985. 'Cultivo de hortalizas. 5ª edición de Vicente Giaconi, 379 pp.

- ----------------. 1983. Cultivo de frutales menores. Colección nueva técnica. 5ª edición de Universitaria, 194 pp. ISBN 9561104873

- ----------------. 1982. Cultivo de frutales menores. Colección nueva técnica. Editor Ed. Universitaria, 184 pp.

- ----------------. 1979. Vegetación arbórea y erosión en la Isla de Pascua. Editor Universidad de Chile, Fac. Agronomía, 23 pp.

- ----------------. 1969. Absorción foliar de humedad atmosférica en tamarugo: Prosopis tamarugo F.Phil. Editor Universitaria, 23 pp.

- ----------------. 1945. Dos nuevas especies del género Schizanthus R. et Pav (Solanaceae). Editor Impr. y Litogr. Stanley, 1945

N.º de páginas	6 p

## Honores
- 1994: Premio Amanda Labarca[1]

Miembro de
- Sociedad de Botánica de Chile
- American Society of Plant Taxonomists (ASPT)
- Grupo Especialista en Plantas de Sudamérica Templada (GEPSAT)

- La abreviatura «Sudzuki» se emplea para indicar a Fusa Sudzuki como autoridad en la descripción y clasificación científica de los vegetales.[2]